# Dalgliesh Bay
Die Dalgliesh Bay ist eine 1,5 km breite und 5 km tiefe Bucht an der Westküste der dem westantarktischen Grahamland auf der Antarktischen Halbinsel westlich vorgelagerten Pourquoi-Pas-Insel. Sie liegt zwischen dem Lainez Point und dem Bongrain Point.
Eine erste Vermessung nahmen 1936 Teilnehmer der British Graham Land Expedition (1934–1937) unter der Leitung des australischen Polarforschers John Rymill vor. 1948 folgte eine weitere Vermessung durch den Falkland Islands Dependencies Survey (FIDS). Letzterer benannte die Buch nach David Geoffrey Dalgliesh (1922–2010), von 1948 bis 1949 Arzt des FIDS auf der Station auf der Stonington-Insel, der 1948 an einer Schlittenexkursion in dieses Gebiet beteiligt war.